# Villemagne-l’Argentière
Villemagne-l’Argentière település Franciaországban, Hérault megyében. Lakosainak száma 420 fő (2022. január 1.). Villemagne-l’Argentière Bédarieux, Hérépian, Le Pradal, Taussac-la-Billière és La Tour-sur-Orb községekkel határos.

## Népesség
A település népessége az elmúlt években az alábbi módon változott:
| Lakosok száma | 320  | 317  | 365  | 426  | 448  | 462  | 433  | 419  | 424  | 420  |
|               | 1968 | 1982 | 1990 | 2006 | 2013 | 2015 | 2017 | 2019 | 2020 | 2022 |